# Medi 1 TV
Medi1 TV (tiếng Ả Rập: ميدي 1 تيفي) là đài truyền hình công cộng tại Maroc, phát sóng thông qua truyền hình mặt đất và truyền hình vệ tinh, ra mắt vào năm 2006. Medi 1 TV phát sóng bằng hai ngôn ngữ chính đó là tiếng Ả Rập và tiếng Pháp. Phần lớn nội dung phát sóng trên kênh này chủ yếu là các bản tin thời sự cập nhật hàng ngày, đưa hình ảnh đất nước Maroc ra bên ngoài thế giới. Medi 1 TV có ba kênh truyền hình chính: Medi 1 Arabic, Medi 1 Afrique, Medi 1 Maghreb.